# 莱斯珀龙
莱斯珀龙（法語：Lesperon，法語發音：[lɛspəʁɔ̃]）是法国朗德省的一个市镇，位于该省中部偏西，属于蒙德马桑区。

## 地名
该地名“Lesperon”发音为[lɛspəʁɔ̃]而非[lɛspeʁɔ̃]，《世界地名翻译大辞典》与《世界地名译名词典》将其误译作“莱斯佩龙”。

## 地理
莱斯珀龙（43°58'12"N, 1°5'38"W）面积102.81 平方千米，位于法国新阿基坦大区朗德省，该省份为法国西南部沿海省份，是法國本土面积第二大的省，北起吉倫特省，西临大西洋，南至大西洋比利牛斯省，东临热尔省，东北与洛特-加龍省接壤。
与莱斯珀龙接壤的市镇（或旧市镇、城区）包括：卡斯泰茨、莱维尼亚克、兰克斯、梅佐斯、奥内斯-拉阿里、里永德朗德、塔莱、新莫尔桑克斯。
莱斯珀龙的时区为UTC+01:00、UTC+02:00（夏令时）。

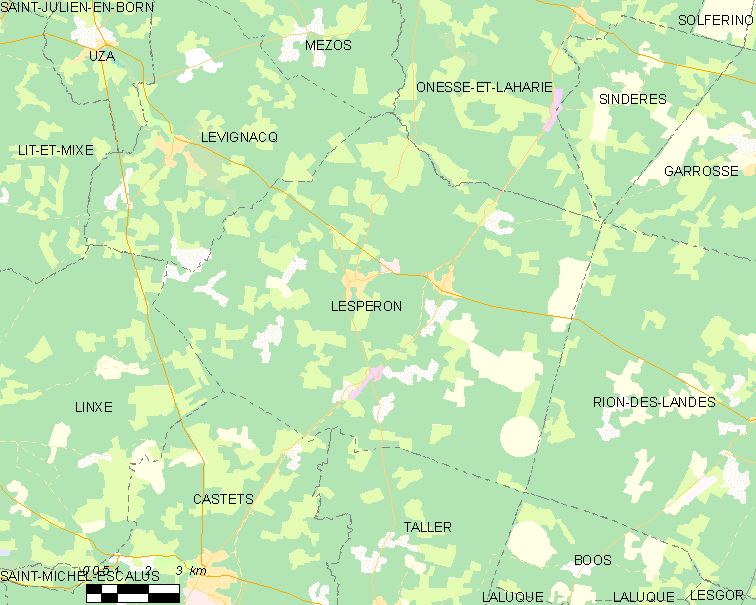
莱斯珀龙的OSM定位图

## 行政
莱斯珀龙的邮政编码为40260，INSEE市镇编码为40152。

## 政治
莱斯珀龙所属的省级选区为莫尔桑克斯-塔尔塔斯地区县。

## 人口

1962-2008年间莱斯珀龙人口变化图示

莱斯珀龙于2022年1月1日时的人口数量为1030人。